# Pithoragarh

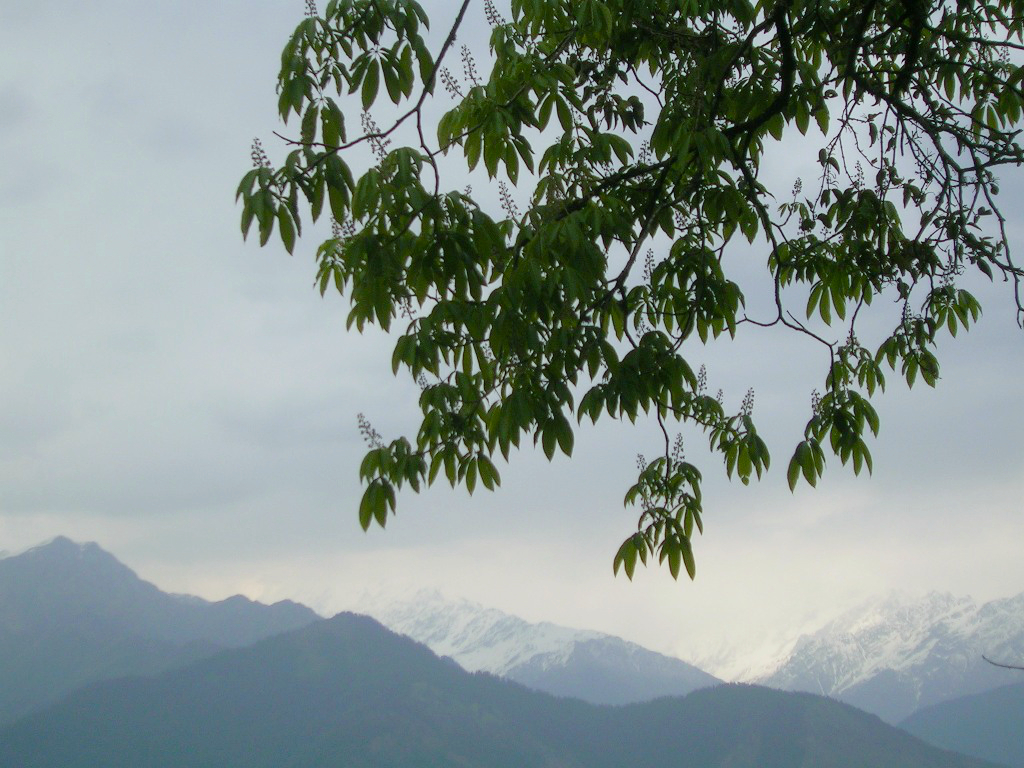
Vy av Himalaya från Pithoragarh

Pithoragarh är en stad i den indiska delstaten Uttarakhand, och är huvudort för ett distrikt med samma namn. Folkmängden uppgick till 56 044 invånare vid folkräkningen 2011.